# Twierdza Ehrenbreitstein

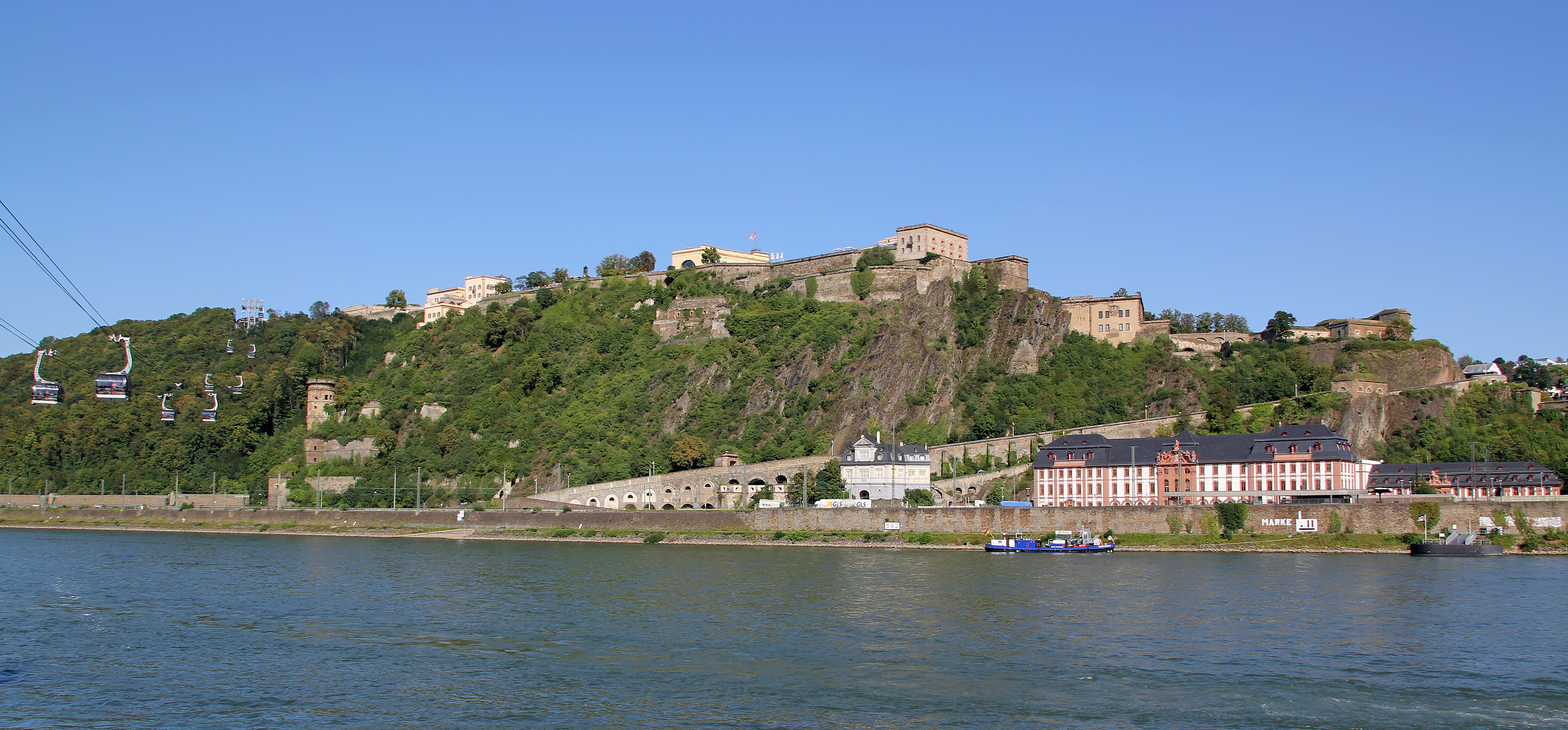
Panorama twierdzy Ehrenbreitstein, na pierwszym planie Ren, po lewej kolejka linowa

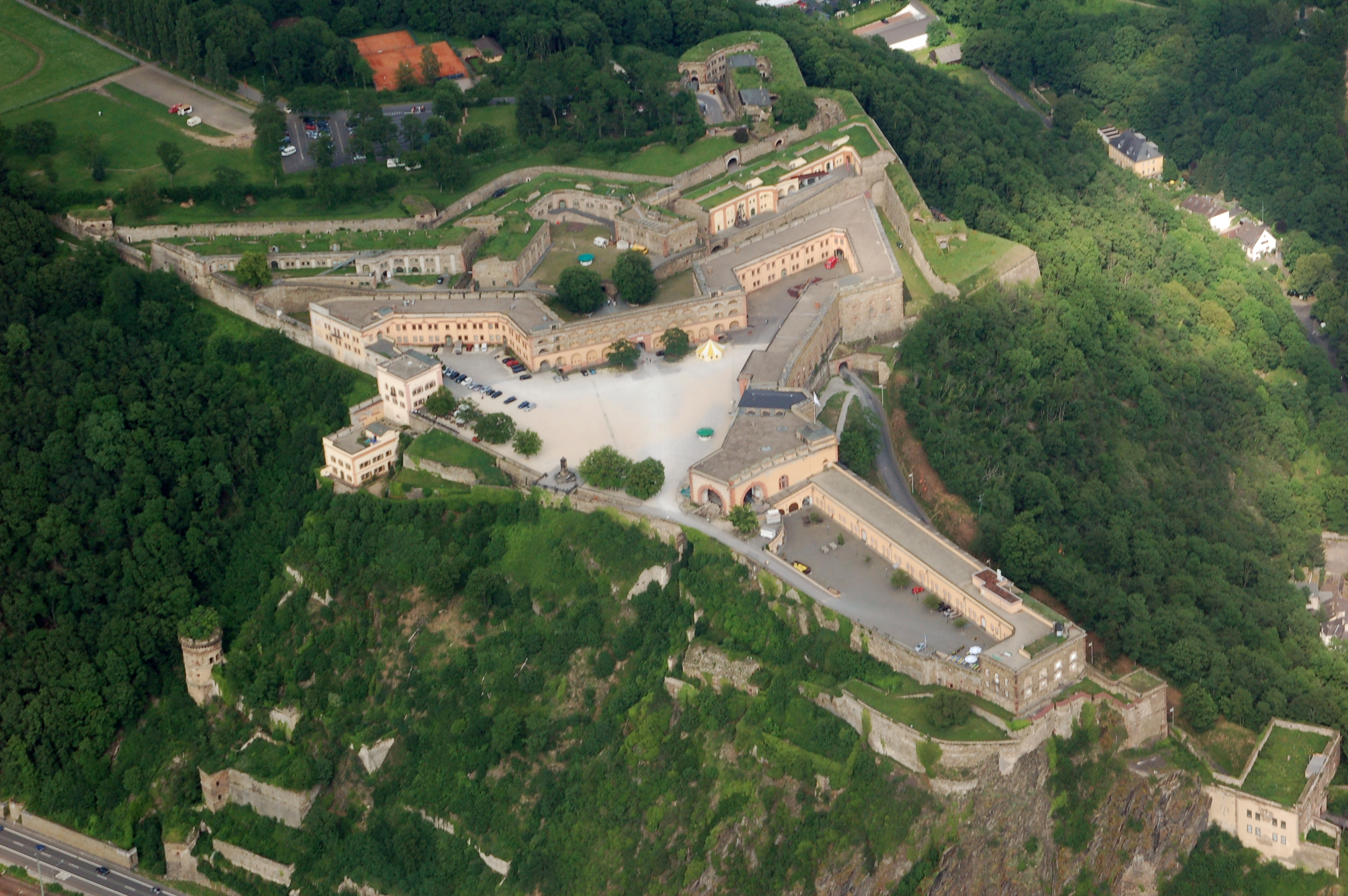
Widok z lotu ptaka

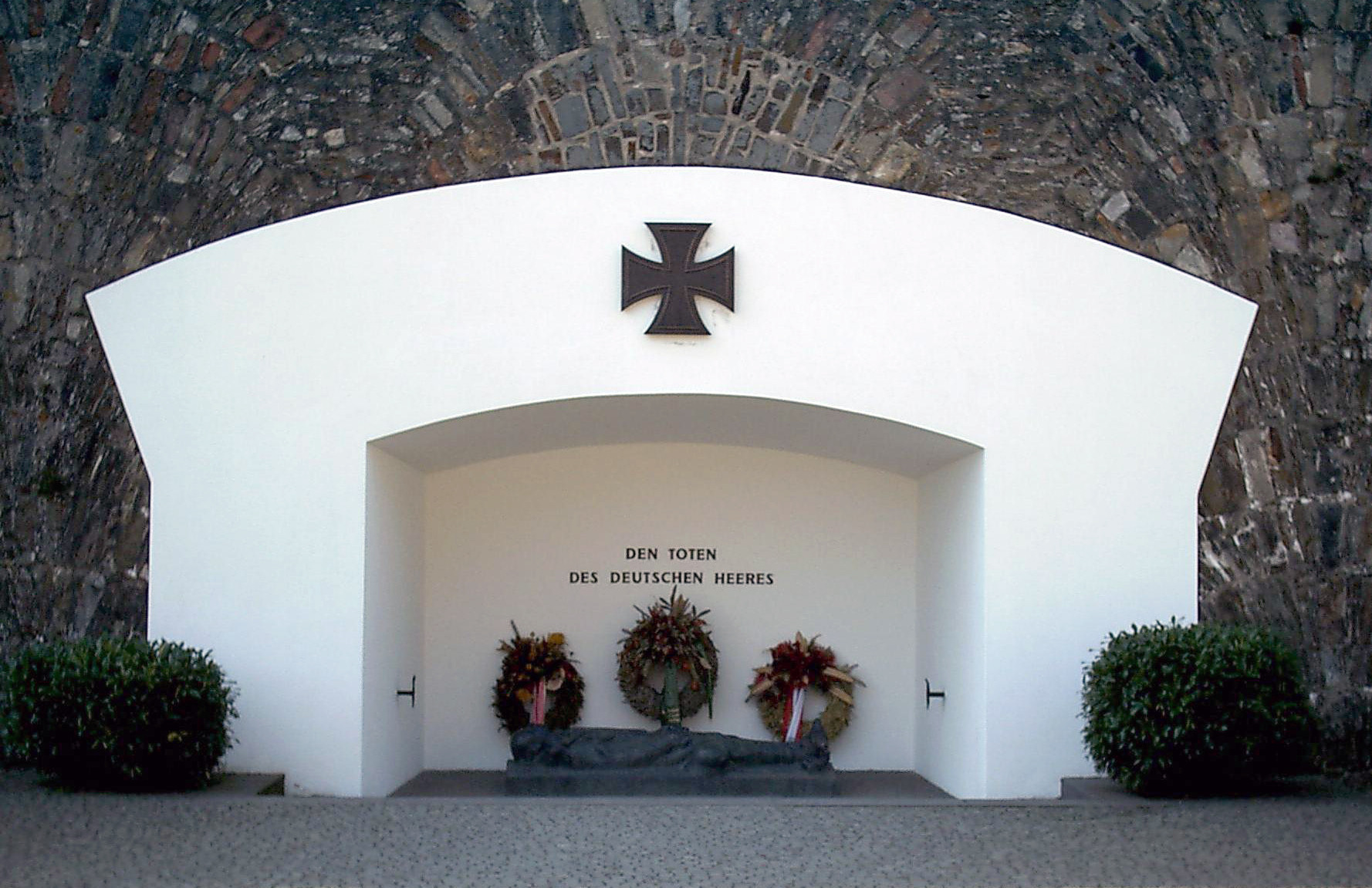
Pomnik poległych żołnierzy niemieckich

Twierdza Ehrenbreitstein (niem. Festung Ehrenbreitstein) – element fortyfikacji pruskich twierdzy Koblencja, w Koblencji w Niemczech. Projektantami twierdzy byli: gen. Ernst von Aster oraz gen. Gustav von Rauch. Zabudowania fortyfikacji są wymienione w katalogu zabytków kulturowych Generalnej Dyrekcji Dziedzictwa Kulturowego Nadrenii-Palatynatu (niem. Generaldirektion Kulturelles Erbe Rheinland-Pfalz).

## Historia
Twierdza została wybudowana w latach 1817–1828, na wysokim wzgórzu na prawym (wschodnim) brzegu Renu. W przypadku wojny miała być wyposażona w 80 dział oraz załogę liczącą 1500 żołnierzy. Po deklasyfikacji twierdzy (1890), na mocy traktatu wersalskiego, obiekt miał zostać rozebrany, jednakże Henry Allen na Wojskowej Komisji ds. Fortyfikacji w Berlinie (1922) zwrócił uwagę na znaczenie kulturowe twierdzy.
W 1977 na terenie obiektu został odsłonięty pomnik upamiętniający żołnierzy Armii Niemieckiej poległych podczas I wojny światowej oraz II wojny światowej.
Połączenie z drugim brzegiem Renu i centrum Koblencji umożliwia m.in. kolejka linowa, uruchomiona w 2010.